# Peter Pollák
Pour les articles homonymes, voir Pollak.
Peter Pollák, né le 20 avril 1973 à Levoča, est un homme politique slovaque. Membre du parti Les Gens ordinaires et personnalités indépendantes (OĽaNO), il est élu député européen en 2019.

## Biographie
Il est élu député européen en mai 2019.